# Sarah Amos
Sarah Maclardie Amos, geborene Bunting (* 22. März 1841 in Manchester; † 21. Januar 1908 in Kairo, Ägypten), war eine englisch-britische politische Aktivistin.

## Leben
Amos wurde als jüngste Tochter von Eliza Bunting, geborene Bealey (1809–1894), und Thomas Percival Bunting (1810–1885), einem Anwalt und dritter Sohn des prominenten Wesleyanischen Methodisten Jabez Bunting (1779–1858), der Amos auch taufte, geboren. Sie hatte zwei Schwestern, Mary Margarette (1833–1912) und Eliza Bealey (1838–1903). Ihr Bruder, Percy William Bunting (1836–1911), wurde der Herausgeber von The Contemporary Review von 1882 bis zu seinem Tod und teilte viele der politischen Anliegen seiner Schwester.
Elizabeth Malleson gründete 1864 das Working Woman's College am Queen Square in Bloomsbury. Malleson rekrutierte persönlich Lehrkräfte mit Hochschulausbildung, die auch am sozialen Leben des Colleges teilnehmen sollten. Amos zog 1865 nach London und nahm die Stelle der Lady Superintendent (Direktorin). Obwohl das College florierte, war Malleson davon überzeugt, dass die Erwachsenenbildung nicht nach Geschlechtern getrennt organisiert sein sollte. Daher wurde das College 1874 sowohl für Männer als auch für Frauen geöffnet, nachdem das noch vorher entstandene Working Men's College ein Angebot zur Fusion abgelehnt hatte.
Amos lernte Sheldon Amos kennen, einen alten Freund ihres Bruders. Amos war freiwilliger Dozent für Rechtswissenschaften am Working Men's College in Camden Town und Professor für Rechtswissenschaften am University College London. Sie heirateten am 24. Dezember 1870 und lebten zunächst in Holborn, einem armen zentralen Londoner Viertel, um sich nicht von den Armen abzusondern. Nach der Geburt ihres Sohnes zogen sie in ein Haus in New Barnet. Der Sohn, (Percy) Maurice Maclardie Amos (1872–1940), wurde Anwalt, und die Tochter Bonté (1874–ca. 1961), eine frühe Ärztin, wurden von Amos zu Hause unterrichtet.
Das Ehepaar Amos nahm eine prominente Rolle in der liberalen, protestantisch-nonkonformistischen Politik und in Bewegungen ein, die sich mit der Stellung der Frau befassten. Sie widersetzten sich Gesetzen, die Prostituierte weiter kriminalisierten, und setzten sich gegen die Contagious Diseases Acts ein, die allein Prostituierte für Geschlechtskrankheiten verantwortlich machten, ihre männlichen Klienten aber unbehelligt ließen.
Die Familie Amos zog 1880 nach Australien, um die durch Asthmaanfälle verursachten gesundheitlichen Probleme von Sheldon Amos zu bekämpfen. Das Land gefiel ihnen jedoch nicht und sie machtenauf dem Rückweg nach England in Ägypten halt. Sheldon Amos wurde eine Arbeit angeboten, Lord Dufferin bei rechtlichen Fragen zu helfen, die er annahm. Amos gründete und leitete ein Heim für befreite weibliche Sklavinnen in Kairo. Die Familie blieb in Ägypten, bis Sheldon Amos 1886 starb.
Nach dem Tod ihres Mannes im Januar 1886 begaben sich Amos und ihre Kinder auf eine lange Europareise und kamen Ende 1887 wieder in London an. Amos nahm ihre früheren politischen Aktivitäten wieder auf, reiste jedoch auch viel und besuchte Indien, Japan und China. Im November 1888 fand die erste Sitzung der Society for Promoting the Return of Women as County Councillors in ihrem Haus statt. Daraus wurde die Women’s Local Government Society, zu der auch mehrere ihrer Verwandten eingeladen waren. Die Gruppe wurde von Annie Leigh Browne geleitet und suchte nach geeigneten weiblichen Kandidaten für anstehende Wahlen. Sie saß im Exekutivkomitee der Women’s Liberal Federation, war aktiv in der National Union of Women Workers und der Heilsarmee, setzte sich für die Sache der Buren ein. Zur Zeit der Massaker an den Armeniern verbrachte sie einige Monate (wahrscheinlich 1896) in Zypern, um Hilfe für geflohene armenische Frauen und Kinder zu organisieren. Amos wurde aktiv in der National Vigilance Association, sowie der Social Purity Association, der British Women’s Temperance Association, dem London Morality Council und dem britischen Komitee der International Abolitionist Federation. Sie sprach 1899 auf dem einem Kongress in London zum White Slave Traffic. Ein Artikel zur Unterstützung des Frauenwahlrechts erschien im Contemporary Review im Juni 1892.
Amos starb am 1908 in Kairo im Haus ihres Sohnes.